# ВЕЦ „Пещера“
Вижте пояснителната страница за други значения на Пещера.
ВЕЦ „Пещера“ е подземна водноелектрическа централа близо до град Пещера, Южна България.
Тя е второто стъпало на каскадата Баташки водносилов път след ВЕЦ „Батак“, собственост на Националната електрическа компания. Старото име на централата е „Кимон Георгиев“.

## История
На базата на стари идеи, идейният и техническият проект за целия Баташки водносилов път е разработен в „Енергохидропроект“ през периода 1951 – 1955 г.  Проектът е разработен от проф. инж. Димо Велев, инж. Кирил Григоров и инж. Гичев и др. Включва язовири, изравнители и три централи – ВЕЦ „Батак“ (подземна), ВЕЦ „Пещера“ (подземна) и ВЕЦ „Алеко“ (наземна).
ВЕЦ Пещера е въведена в експлоатация през 1959 година.

## Енергийни показатели
ВЕЦ „Пещера“ се задвижва от води, подавани от горния пласт на язовир „Батак“, така че да са относително топли за по-ефективно използване за напояване след преминаването им през каскадата. Водите преминават по напорен тунел с дължина 3 km и постъпват в подземната водна кула на централата с височина 52 m. Кулата се свързва с централата по напорен тръбопровод с дължина 1,4 km. Общият воден пад е 580 m, а доставяното водно количество 26 m³/s.
Във ВЕЦ „Пещера“ са монтирани 5 агрегата, на които всеки от хоризонталните синхронни генератори „Сименс“ за напрежение 10,5 kV се задвижват от по две турбини система „Пелтон“. Първоначално инсталираната мощност на централата е 128 MW, но при реконструкция в края на 90-те години на XX век е увеличена на 136 MW. Подземната машинна зала е свързана с повърхността с дълъг 485 m тунел. Добитата електроенергия се изнася през тунели с голи шини до надземна уредба за 10/220 kV. Проектното годишно производство на централата е 444 GWh, а реалното за периода 1963 – 2009 година – 280 GWh.